# Scott Henderson

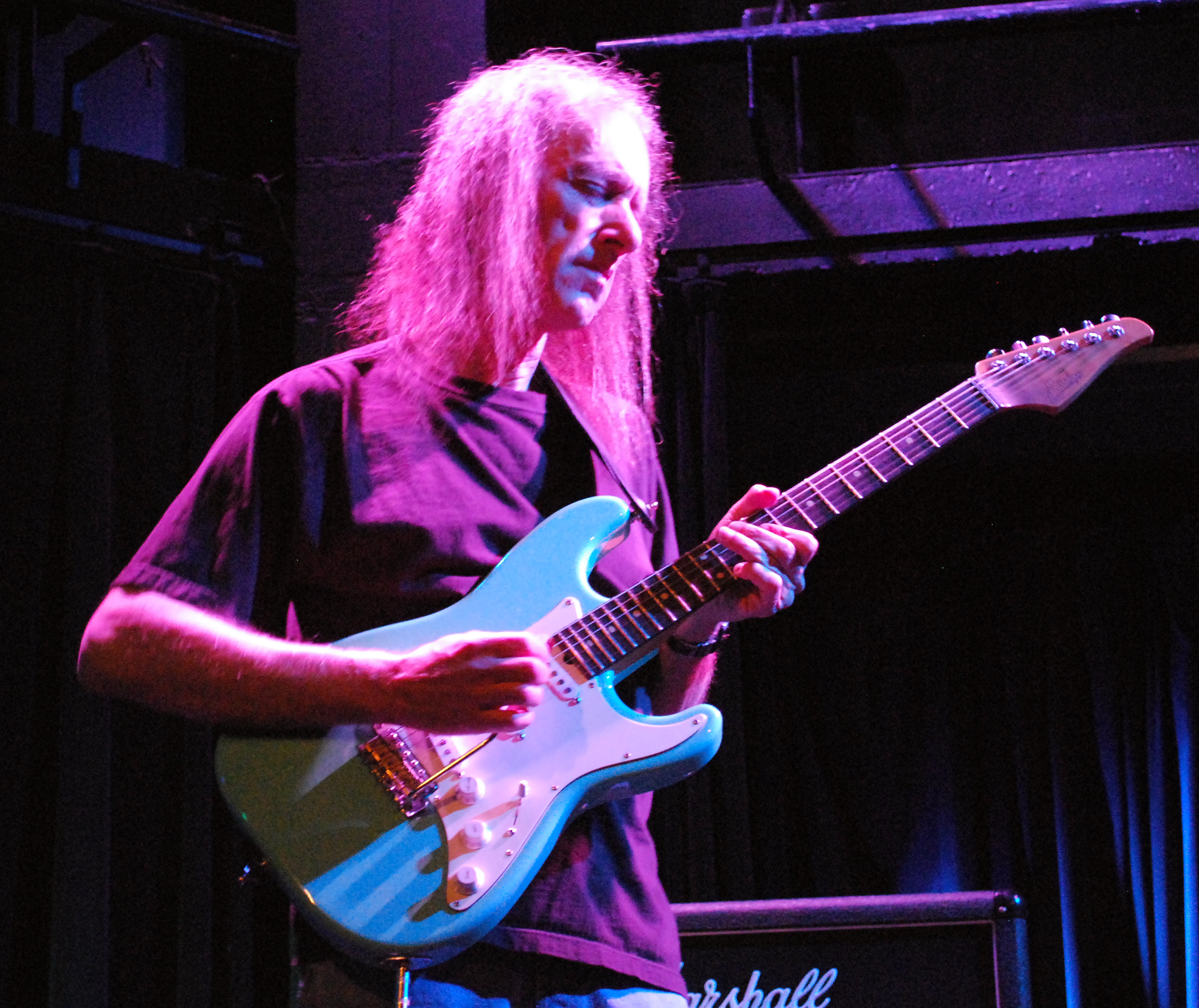
Scott Henderson (2010)

Scott Henderson, född 26 augusti 1954, West Palm Beach, Florida, är en amerikansk fusion- och bluesgitarrist. Han nådde stor berömmelse när han tillsammans med basisten Gary Willis bildade bandet Tribal Tech. Förutom att spela med Tribal Tech har Henderson även spelat med bl.a. Chick Corea och Vital Tech Tones. Henderson har också släppt ett antal soloalbum.
Scott Henderson är en synnerligen driven elgitarrist utsprungen ur rockgeneration men med stort teoretiskt kunnande. Hans stil är aggressiv och han använder ofta sin Whammy-bar. Han behärskar ett spel som når ifrån metal, blues och ända ut till bebop. Kanske den mest komplette sett till sin bredd. På senare år har han gett stort utrymme till en mer bluesbaserad utgångspunkt. Det hindrar dock inte Scott ifrån att driva bluesimprovisationen långt in de i mest avancerade jazzlinjer. Han är sedan länge lärare i gitarr vid, Guitar Institute of Technology (GIT), i Los Angeles.

## Diskografi

### MedTribal Tech
- Spears (1985)
- Dr. Hee (1987)
- Nomad (1990)
- Tribal Tech (1991)
- Illicit (1992)
- Face First (1993)
- Primal Tracks (1994)
- Reality Check (1995)
- Thick (1999)
- Rocket Science (2000)
- X (2012)

### MedVital Tech Tones(Henderson,Victor WootenochSteve Smith)
- Vital Tech Tones (1998)
- VTT2 (2000)

### Solo
- Dog Party (1994)
- Tore Down House (1997)
- Well to the Bone (2002)
- Live! (2005)
- Vibe Station (2015)
- People Mover (2019)

### Annat
- Fables (Jean-Luc Ponty - 1985)
- Champion (Jeff Berlin - 1985)
- The Chick Corea Elektric Band (Chick Corea - 1986)
- Players (1987, Jeff Berlin med T Lavitz och Steve Smith)
- The Immigrants (The Zawinul Syndicate - 1988)
- Black Water (The Zawinul Syndicate - 1989)
- Just Add Water - Virgil Donati, (1997)
- Crossroads (Jeff Berlin - 1999)